# Jón Arnar Magnússon
Jón Arnar Magnússon, född 28 juli 1969, är en isländsk friidrottare, mångkampare som bland annat har ett brons i inomhus-VM i friidrott 1997.